# Paragalerhinus
Paragalerhinus es un género extinto de terápsidos gorgonópsidos . Fue descrito por Sigogneau en 1970 y tiene una especie, P. rubidgei.